# Aussersihler Viadukt

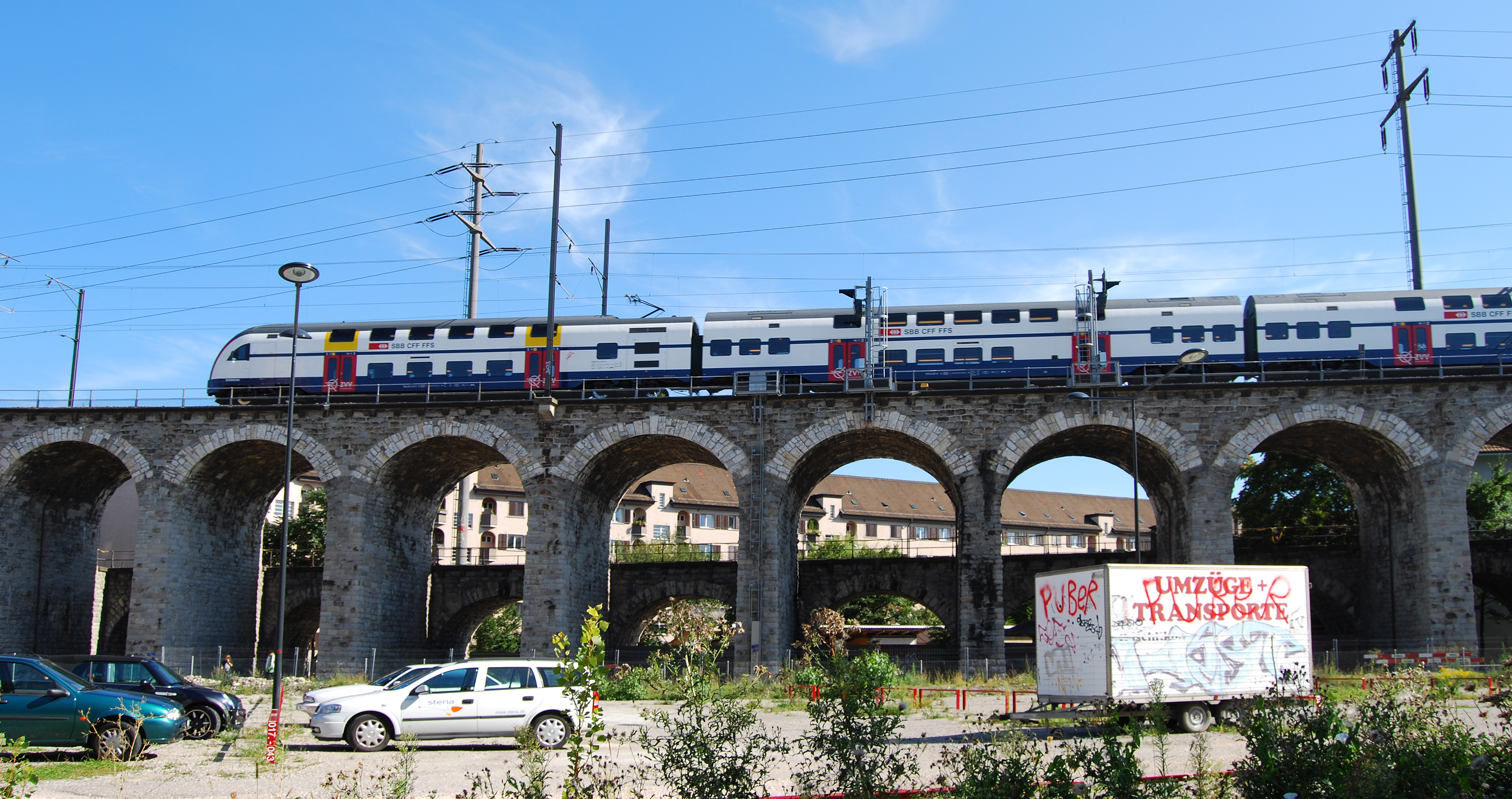
Aussersihler Viadukt vor dem Ausbau der Bögen (Sommer 2008). Vorne ist der Wipkinger Viadukt und hinten der Lettenviadukt zu sehen.

Der Aussersihler Viadukt bezeichnet zwei Eisenbahnbrücken im Industriequartier in Zürich, die am 18. August 1894 eröffnet wurden. Der Viadukt führt vom Lokomotivdepot F quer über das Gleisfeld des Zürcher Hauptbahnhofs gegen den Bahnhof Wipkingen hin. Er besteht aus dem höheren Wipkinger Viadukt Richtung Bahnhof Wipkingen sowie dem niedrigeren und heute stillgelegten Lettenviadukt zum ehemaligen Bahnhof Zürich Letten. Der Wipkinger Viadukt ist weiterhin eine Verbindung der Bahn vom Hauptbahnhof Zürich durch den Wipkingertunnel nach Oerlikon. Der Lettenviadukt wird heute als Fussgänger- und Veloweg genutzt und ist so eine weitere Verbindung der Stadtkreise 5 und 6. Der Weg führt von der Josefswiese über die Lettenbrücke zum Bahnhof Letten und via Badeanstalt Oberer Letten an der Limmat entlang zum Jugendkulturhaus Dynamo.
Der Name leitet sich von der damaligen Gemeinde Aussersihl ab, die sich über die heutigen Kreise 4 und 5 erstreckte. 1893, ein Jahr vor Fertigstellung des Viadukts, wurde Aussersihl zusammen mit zehn anderen Gemeinden in die Stadt Zürich eingemeindet und bildete zusammen mit Wiedikon den damaligen Kreis III. Als 1913 die Einteilung der Stadtkreise revidiert und der Kreis III aufgeteilt wurde, liegt der grösste Teil des Aussersihler Viadukts nicht mehr in einem Gebiet, das auch Aussersihl genannt wird, sondern im Industriequartier.
Der Wipkinger Viadukt war bei der Erbauung mit 834 Meter Länge das längste Brückenbauwerk der Schweiz. Der Lettenviadukt ist mit 823 Metern ein wenig kürzer.

## Geschichte

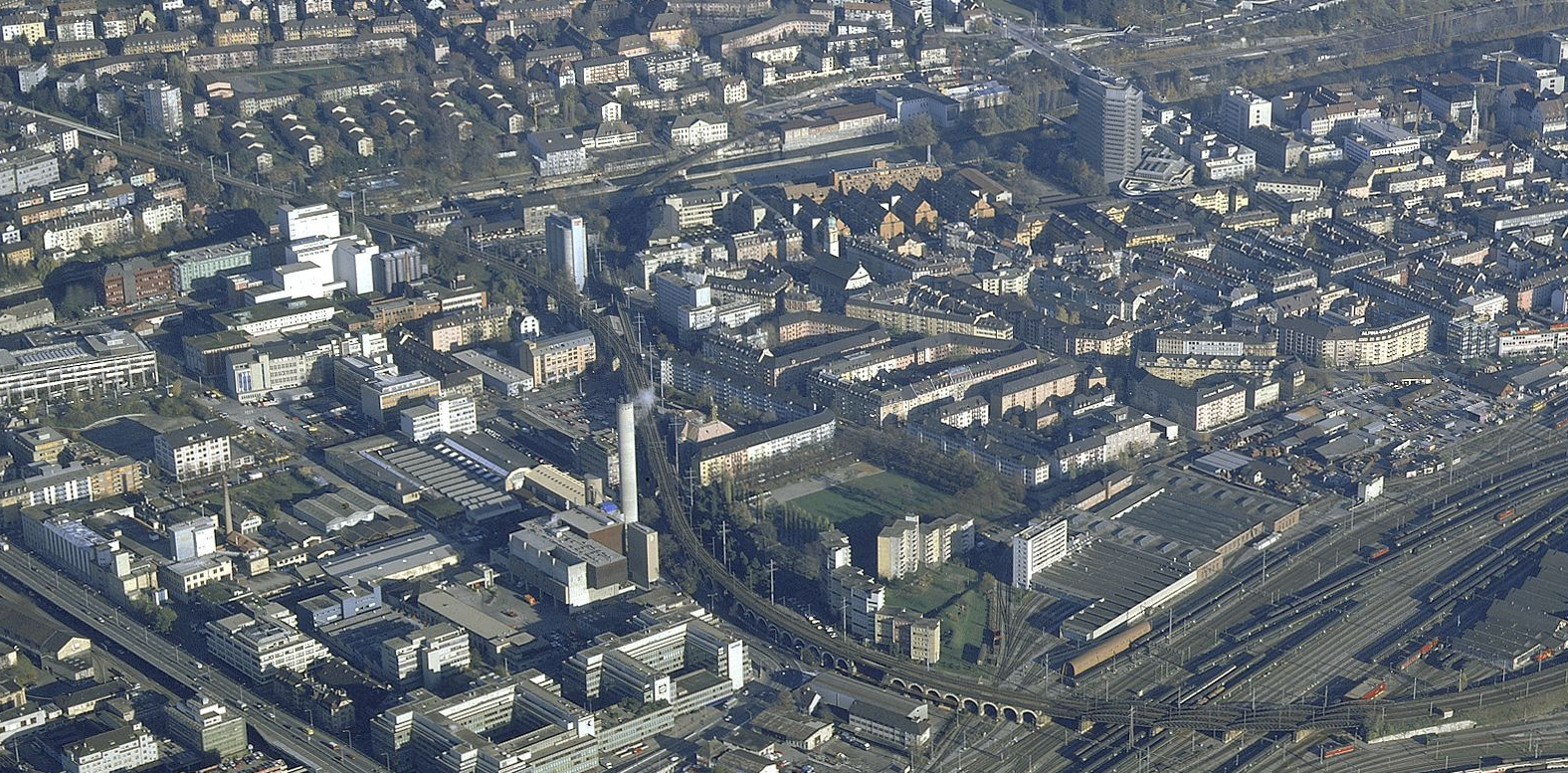
Aussersihler Viadukt im November 1989

Der Aussersihler Viadukt wurde ab 1875 von der Schweizerischen Nordostbahn (NOB) geplant und von 1891 bis 1894 innerhalb dreieinhalb Jahren fertiggestellt. Die Arbeiten standen unter der Leitung von NOB-Oberingenieur Robert Moser. Bei dem Viadukt handelte es sich um eine künstliche Verlängerung der Strecke Zürich–Oerlikon–Winterthur, um den Vorspann- und Schiebedienst auf der Steilstrecke über den rund 600 Meter langen Erddamm an Stelle der heutigen Röntgenstrasse von der Langstrassen-Barriere bis zum Sihlquai (an der Limmat) abzulösen. Er ist aus behauenen Natursteinen erbaut, führt am Lokomotivdepot F vorbei und verfügt über 63 Hauptöffnungen, deren grösste eine Weite von 22,72 m aufweist. Die meisten davon sind gemauerte Bogen. Der Lettenviadukt hat zwei Öffnungen weniger, dafür mit 24,46 m eine leicht grössere Spannweite. Bei Strassendurchlässen sind Fachwerkbrücken eingebaut. Die Bogenfachwerkbrücken über das Gleisfeld des Zürcher Vorbahnhofes wurden nach über hundert Jahren 2000 bis 2002 durch Spannbetonbrücken ersetzt. Der Aussersihler Viadukt endet an einem kurzen Stück des alten Bahndammes von 1855. Die Strecke führt dann über die 103 Meter lange Limmatbrücke (bahnamtlich Sihlquai Limmat genannt), deren letzter Teil über die Wasserwerkstrasse noch aus dem Jahre 1855 stammt.
Am 2. Dezember 1940 wurde der Viadukt bombardiert. Dabei wurden Viadukt, Fahr- und Speiseleitung beschädigt. Drei Bahnbeamte wurden schwer, zwei weitere leicht verletzt. Bis 1941 war der Aussersihler Viadukt Bestandteil des längsten zusammenhängenden Brückenbauwerkes der Schweiz, als es durch das Lorraineviadukt längenmässig übertroffen wurde. Zwischen 1940 und 1960 sowie 2005 wurde der Viadukt umfassend saniert. Ab Ende 2011 wurden auf der Lettenbrücke umfangreiche Sanierungsarbeiten durchgeführt, weshalb die Brücke für den Füssgänger- und Veloverkehr bis im April 2013 gesperrt war.

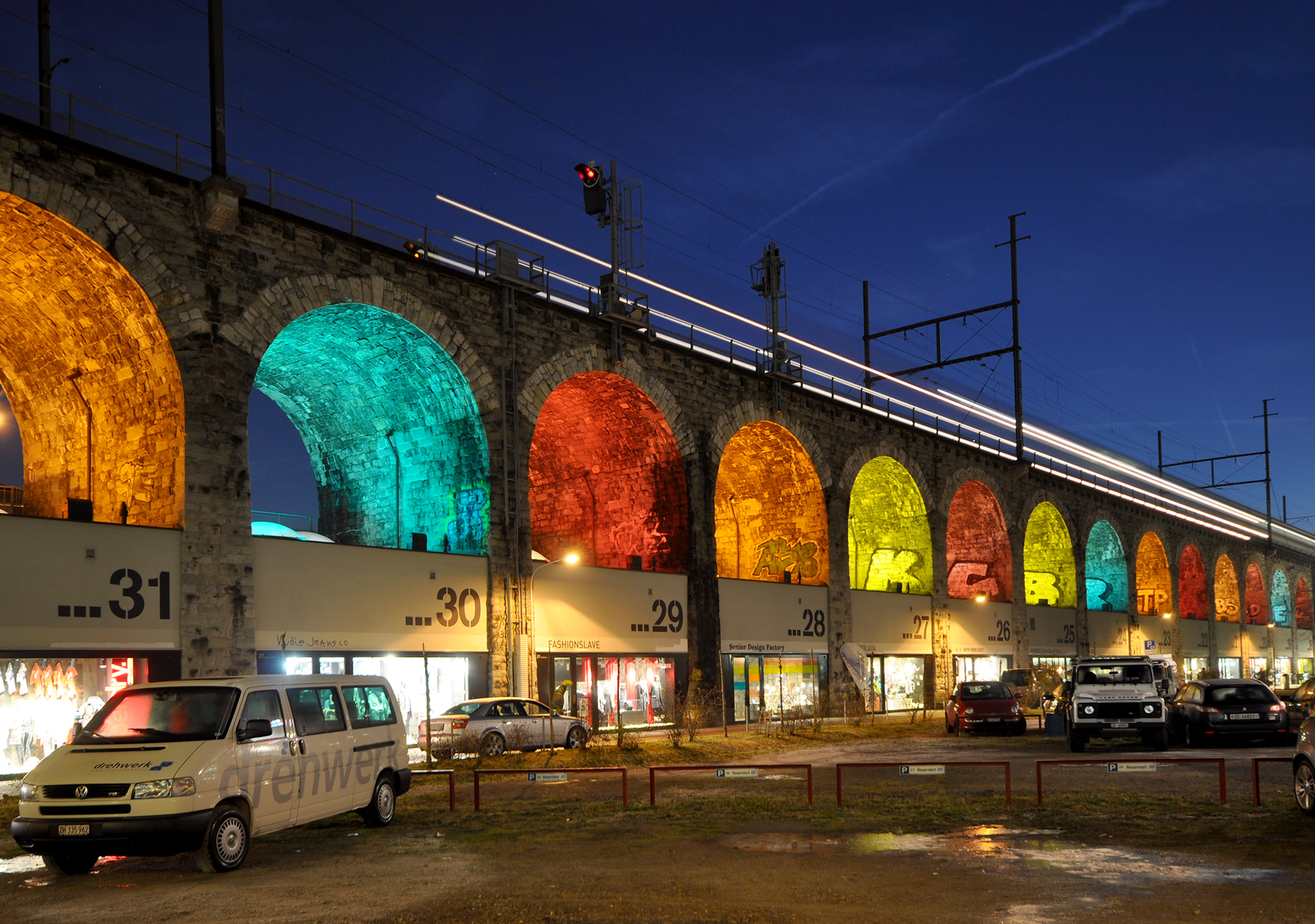
Das Aussersihler Viadukt in weihnachtlicher Beleuchtung (2013)

In den späten 1980er-Jahren wollten die Schweizerischen Bundesbahnen (SBB) den Aussersihler Viadukt unter dem Projektnamen Fil Rouge (französisch für «roten Faden») um ein bis zwei Gleise ostwärts erweitern, um die Kapazität der Linie Zürich HB–Oerlikon zu erhöhen. Dazu wäre ein neues vierspuriges Trassee über beiden Viadukten gebaut worden und hätte so die Kapazität bis Bahnhof Wipkingen ausgebaut. Der anschliessende Wipkingertunnel wäre zweigleisig geblieben. Diese Variante führte aber zum Widerstand der Anwohner, da die Züge drei Meter vor den Fenstern vorbeigefahren wären und auch durch die höher liegende Plattform die Häuser fast zugedeckt worden wären. Ebenso wäre der bereits geplante Fussgängerweg auf dem Lettenviadukt durch die Säulen der Plattform gefährdet gewesen. Zum Widerstand der Bevölkerung schlossen sich Sektionen aus den Kreisparteien an und bildeten so das überparteiliche Komitee «Verrückt das Viadükt». Die Forderung des Komitees war nicht die Verhinderung des Baus, sondern die Verschiebung der Plattform um ein paar Meter auf die Westseite, weil diese unbewohnt war. Das Komitee schloss sich aber ebenso für die Sammlung der Unterschriften der kantonalen Volksinitiative für einen Durchgangsbahnhof mit anschliessendem neuen Weinbergtunnel an. Die Volksinitiative wurde angenommen und so wurde der Ausbau der Kapazität des Aussersihler Viadukts obsolet.
Das Wipkinger Viadukt sowie die dazwischen liegenden Stahlbrücken werden von Oktober 2023 bis März 2025 saniert. Von Dezember 2023 bis Dezember 2024 wird die Strecke komplett gesperrt. Die Züge werden umgeleitet.

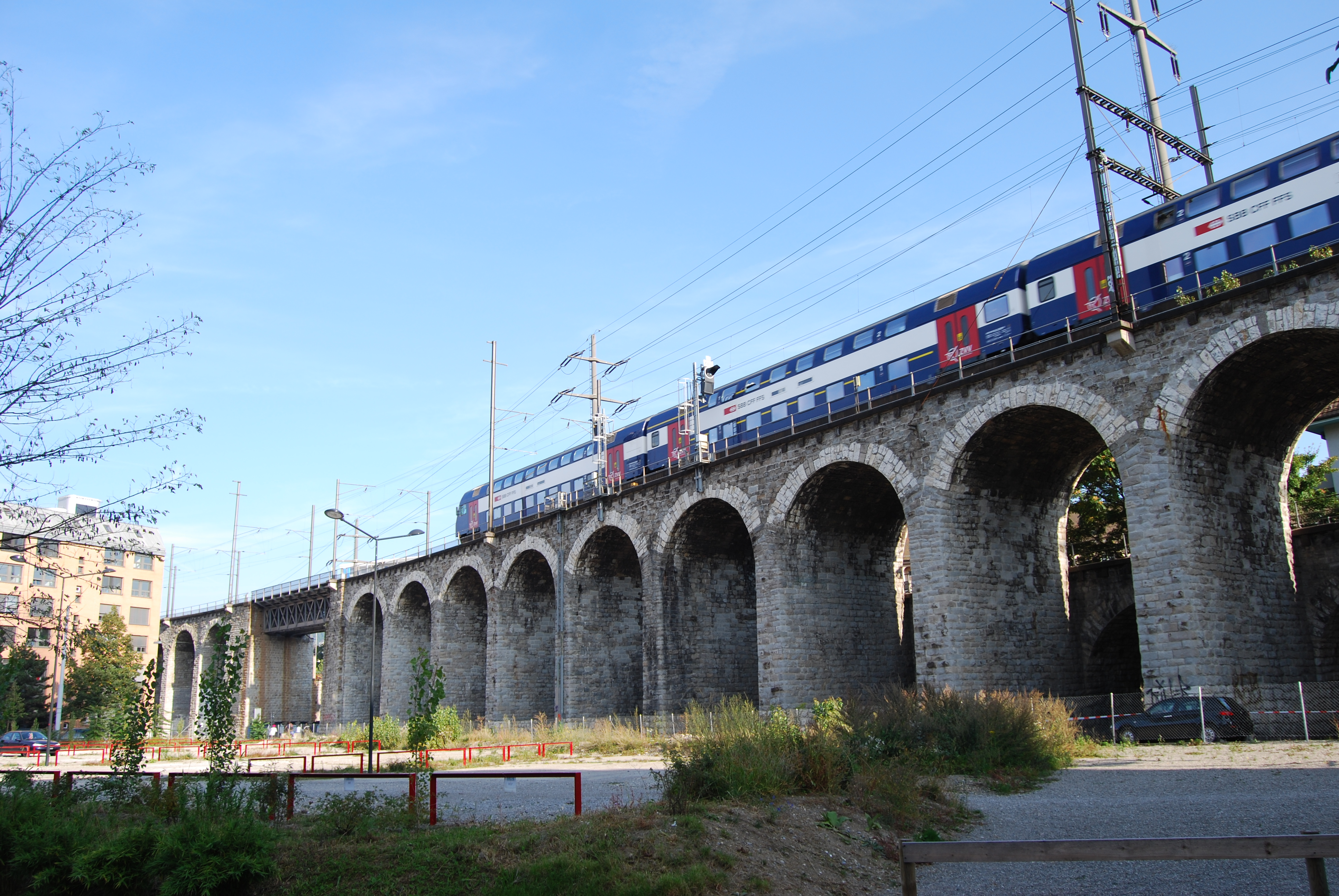
Wipkinger Viadukt (Herbst 2008)
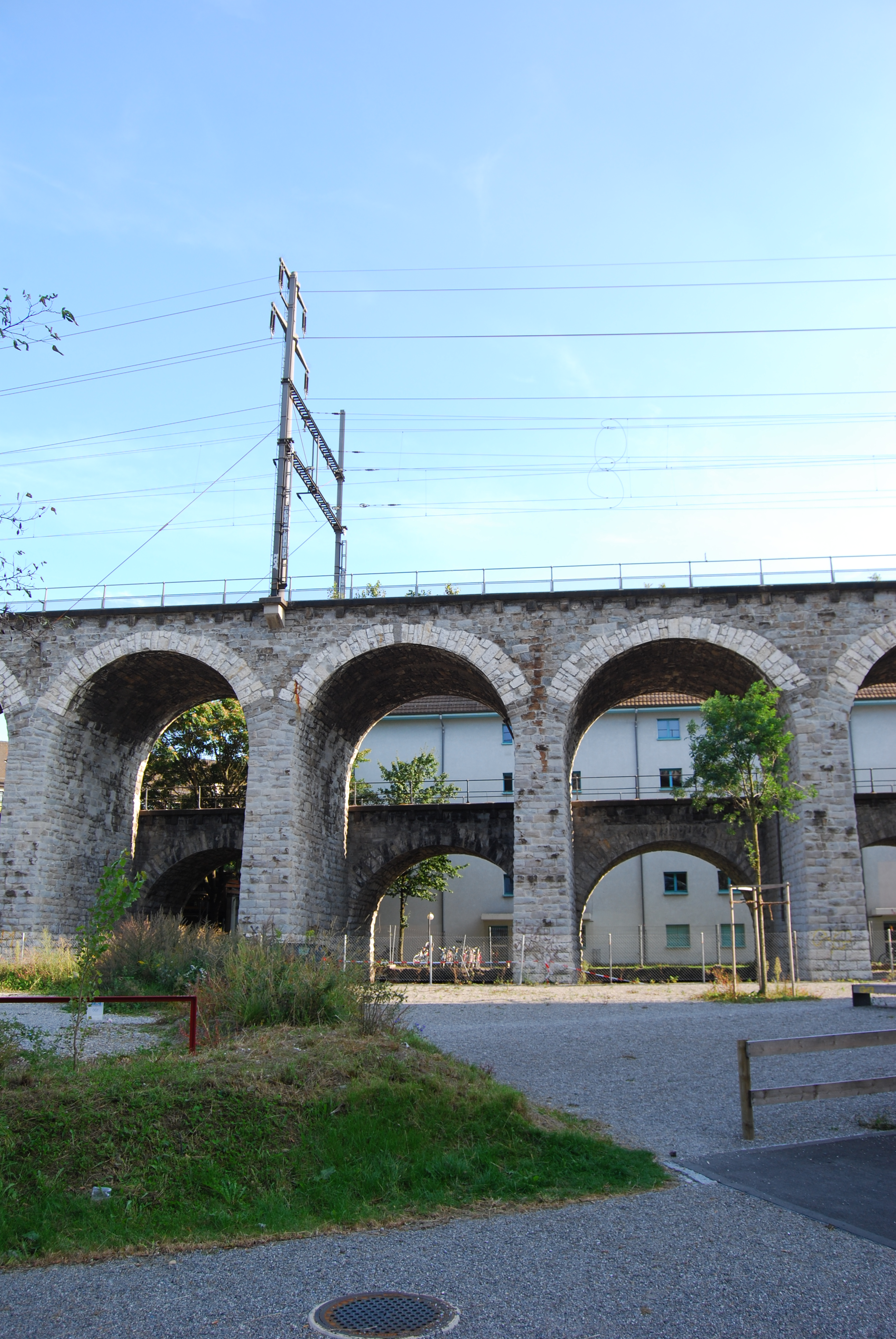
Detailansicht der Bögen vor dem Ausbau. (Herbst 2008)
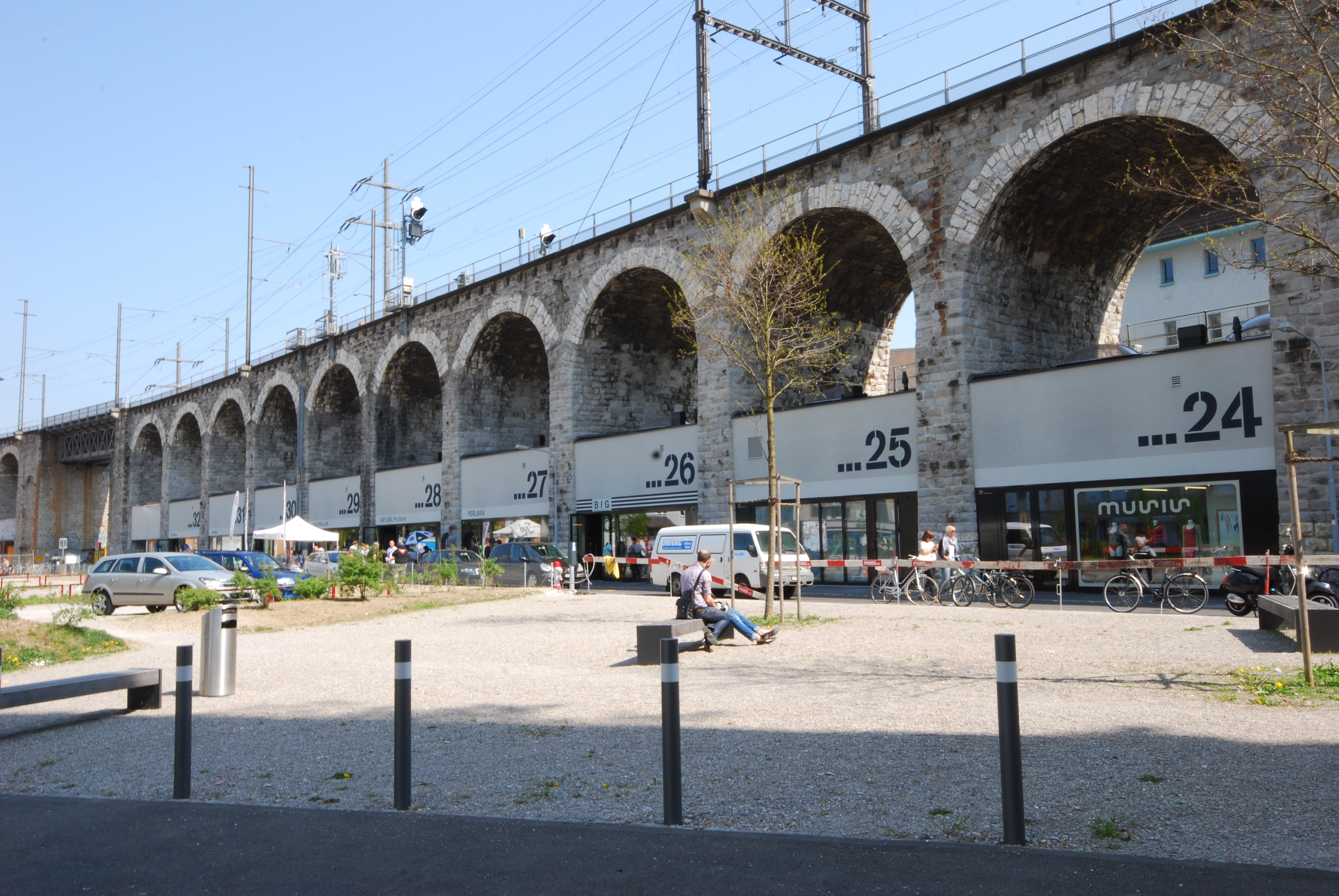
Ladengeschäfte in den Bögen. (Frühling 2010)
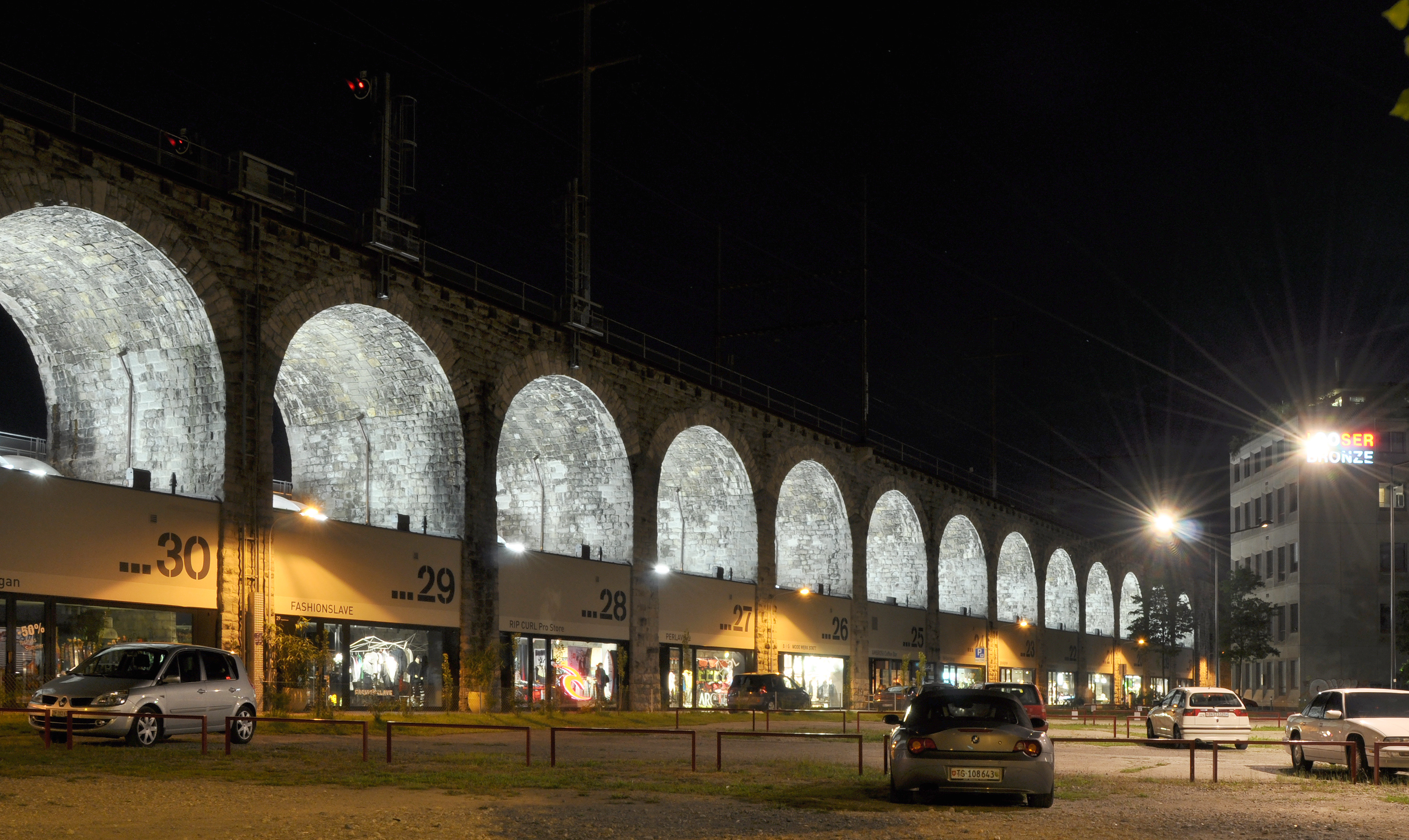
Aussersihlerviadukt in der Nacht (September 2010)

## Nutzung

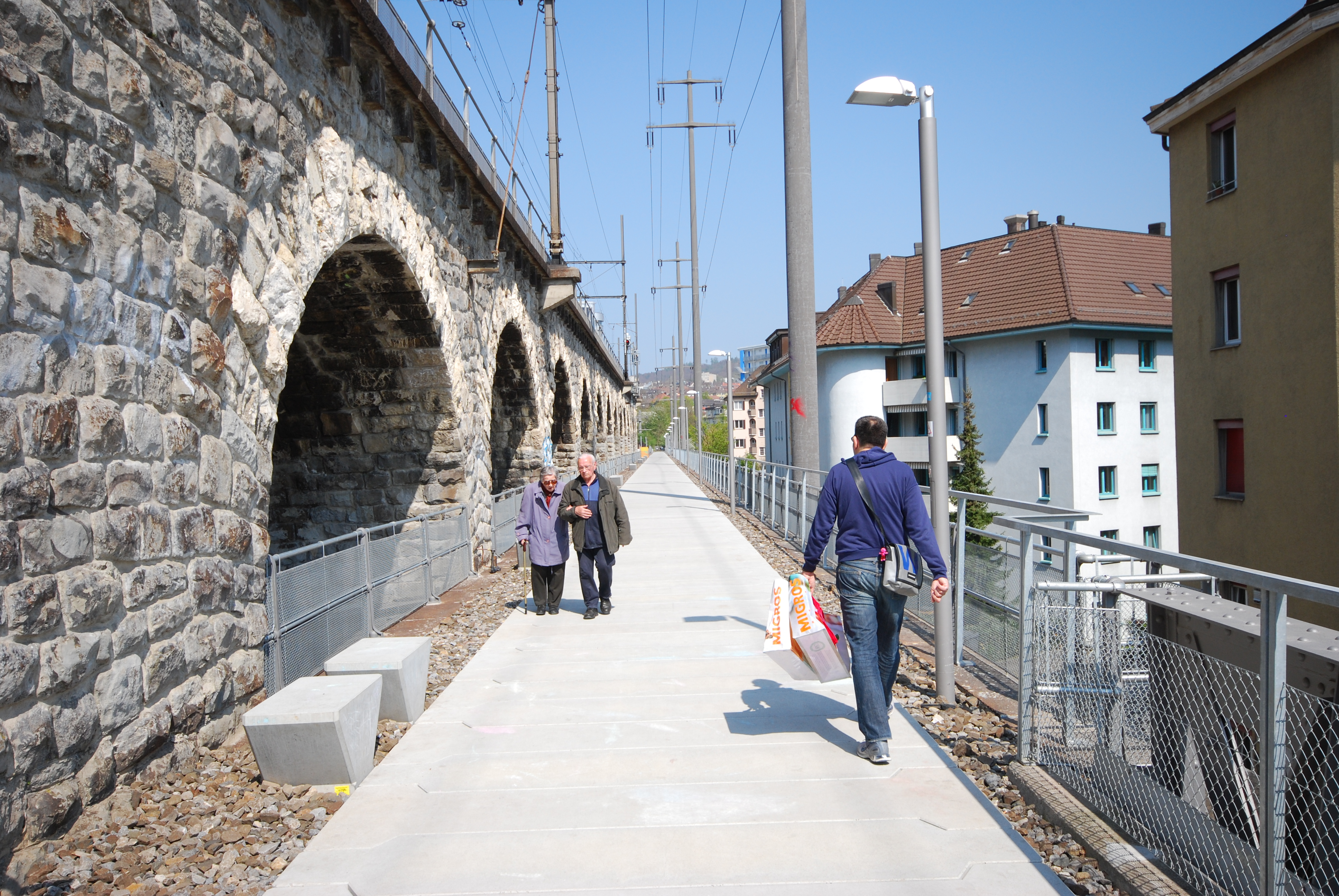
Gehweg auf dem Lettenviadukt. (Frühling 2010)

Seit 1998 steht der Lettenviadukt teilweise dem Fuss- und Veloverkehr zur Verfügung, und 2003 wurde die Verlängerung bis zur Josefstrasse provisorisch eröffnet. Im Jahr 2008 hat das Tiefbauamt der Stadt Zürich (TAZ) begonnen, die endgültige Wegoberfläche aus einem Belag von drei Meter breiten Betonplatten zu verlegen. Der erneuerte Fuss- und Radweg wurde im Herbst 2009 der Öffentlichkeit übergeben.
Die unter dem Fuss- und Radweg liegenden Viaduktbögen wurden seit dem frühen 19. Jahrhundert als Lagerhallen und teilweise für Ladengeschäfte und Gastronomiebetriebe genutzt. Doch per Ende März 2003 mussten sie ihre Räumlichkeiten verlassen, weil der Viadukt nach über 100-jährigen Betrieb sanierungsbedürftig war, wozu die Einbauten entfernt werden mussten.
Im Frühsommer 2004 fanden die Schweizerischen Bundesbahnen (SBB) und die Stadt Zürich in einem Architekturwettbewerb die Lösung für die Neunutzung des Viaduktes. Das siegreiche Projekt der Arbeitsgemeinschaft EM2N Architekten AG und Zulauf Seippel Schweingruber Landschaftsarchitekten (heute: Schweingruber Zulauf Landschaftsarchitekten) orientierte sich an den einfachen, vor dem Umbau vorhandenen Remisen. Weil die Realisierung solcher Projekte nicht zu den Kernaufgaben der SBB gehört, vertraute sie die Ausführung der Stiftung PWG an, die in den Bögen unterschiedliche, quartierbezogene Nutzungen unterbringen wollte.
Die Stiftung PWG schuf unter dem Label Im Viadukt ein neues Konzept, um die 53 Bögen anschliessend wieder als Ladengeschäfte, Ateliers sowie für Gastronomiebetriebe und soziale Einrichtungen nutzbar zu machen. Die ersten Läden eröffneten am 1. April 2010. Dort wo sich der Wipkinger- und der Letten-Viadukt trennen, wurde an der Limmatstrasse die erste Markthalle in Zürich gebaut. Sie wurde am 4. September 2010 zusammen mit den übrigen Einbauten der Öffentlichkeit übergeben. Die komplexen Bauarbeiten am denkmalgeschützten Bauwerk dauerten knapp zwei Jahre.
Seit der Eröffnung findet alljährlich Anfang September die «Viaduktnacht» statt. Die Mieterinnen und Mieter stellen jeweils ein buntes Programm von Sonderaktionen und Veranstaltungen zusammen und haben bis spätabends geöffnet. Der Anlass zieht jeweils Tausende an. Die zehnte Durchführung im Jahr 2020 fiel der COVID-19-Pandemie zum Opfer. Zum runden Geburtstag schenkte die Stiftung PWG der Mieterschaft eine Weihnachtsbeleuchtung.
Von der Badeanstalt Unterer Letten erklettern immer wieder Personen die Lettenbrücke, um von dort in den Unterwasserkanal des Lettenkraftwerks zu springen.

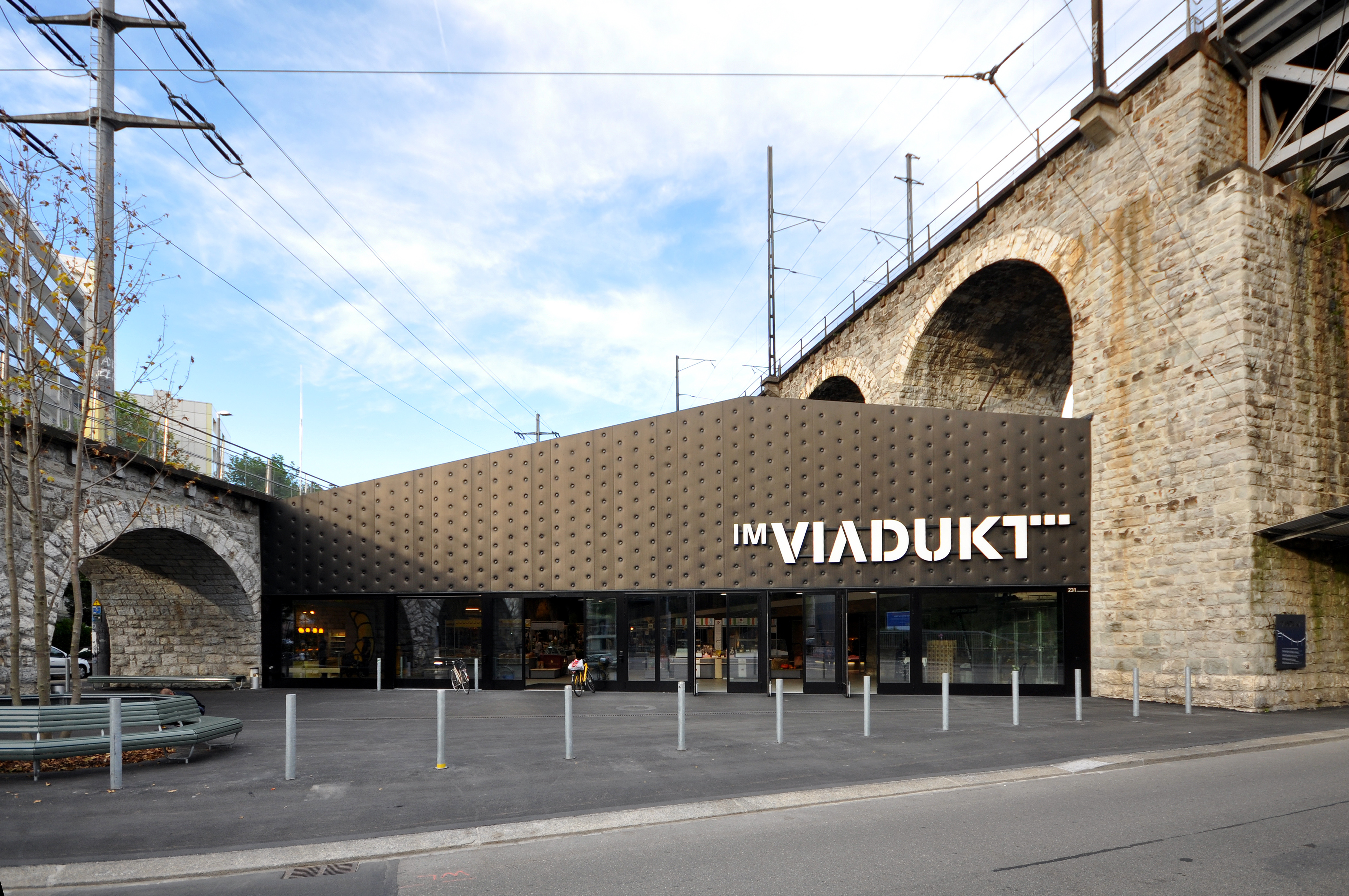
Markthalle zwischen Lettenviadukt (links) und Wipkinger Viadukt (rechts)
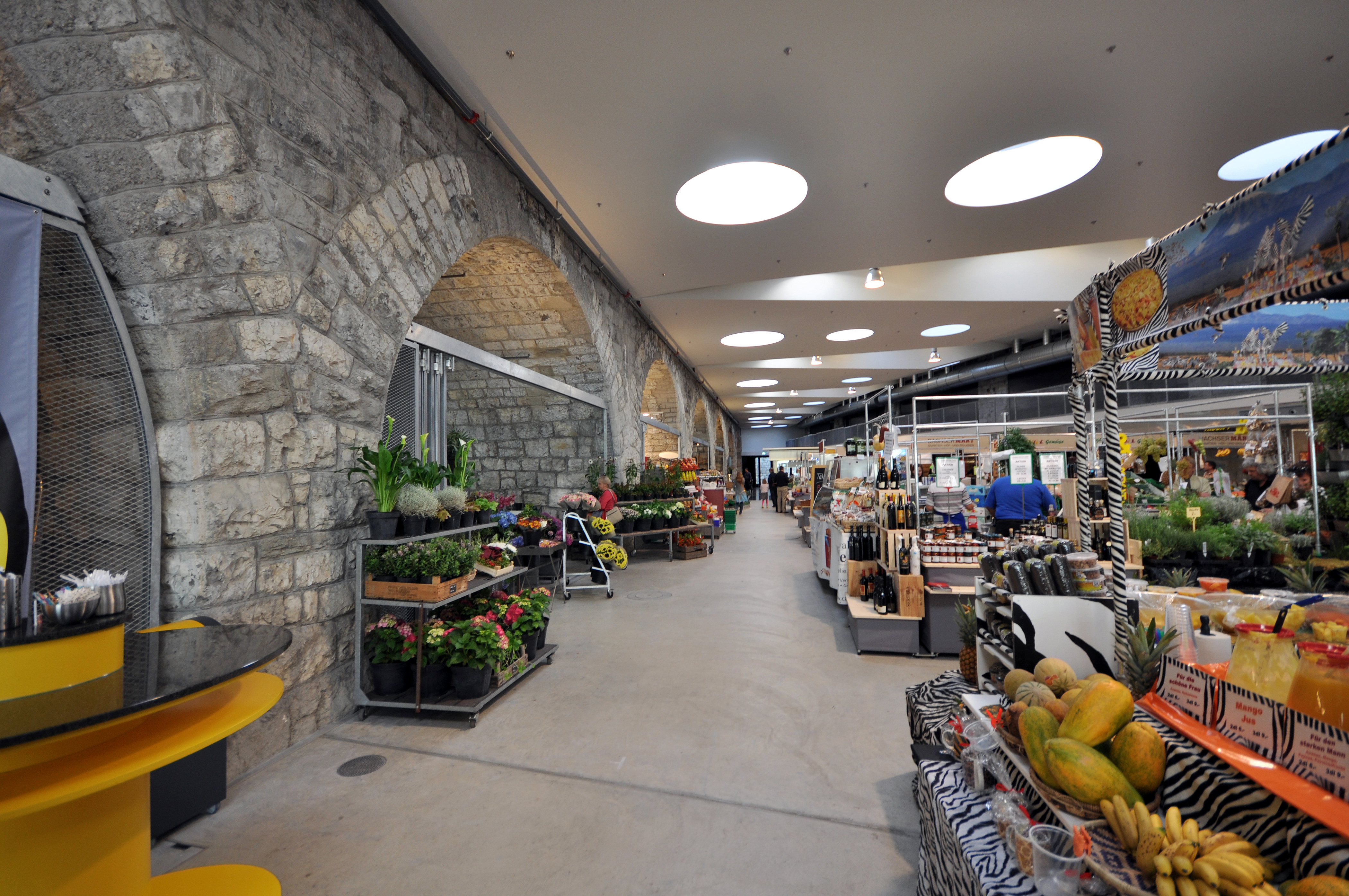
Markthalle von innen. Links ist der Lettenviadukt zu sehen.
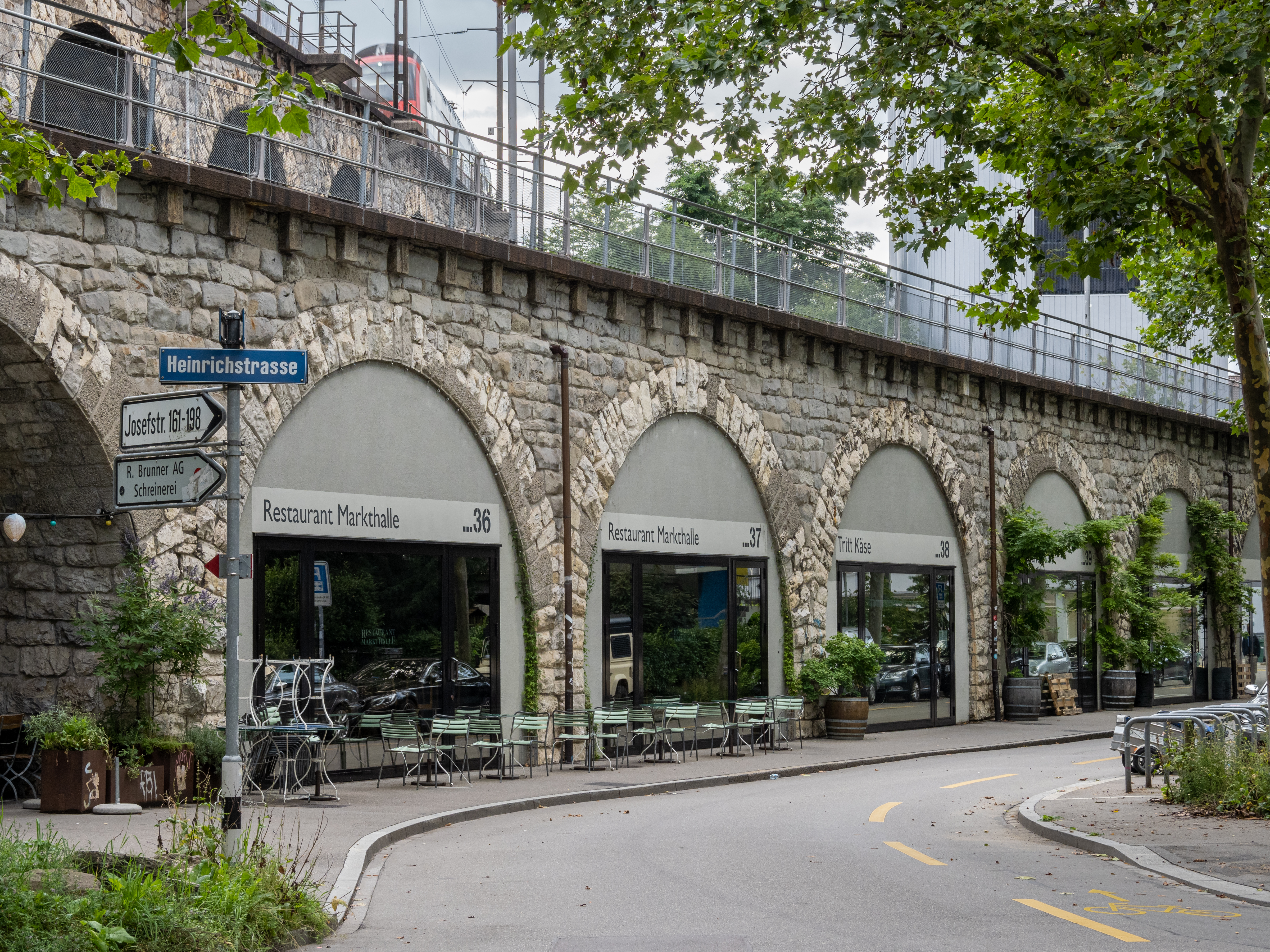
Restaurant Markthalle in Viaduktbögen
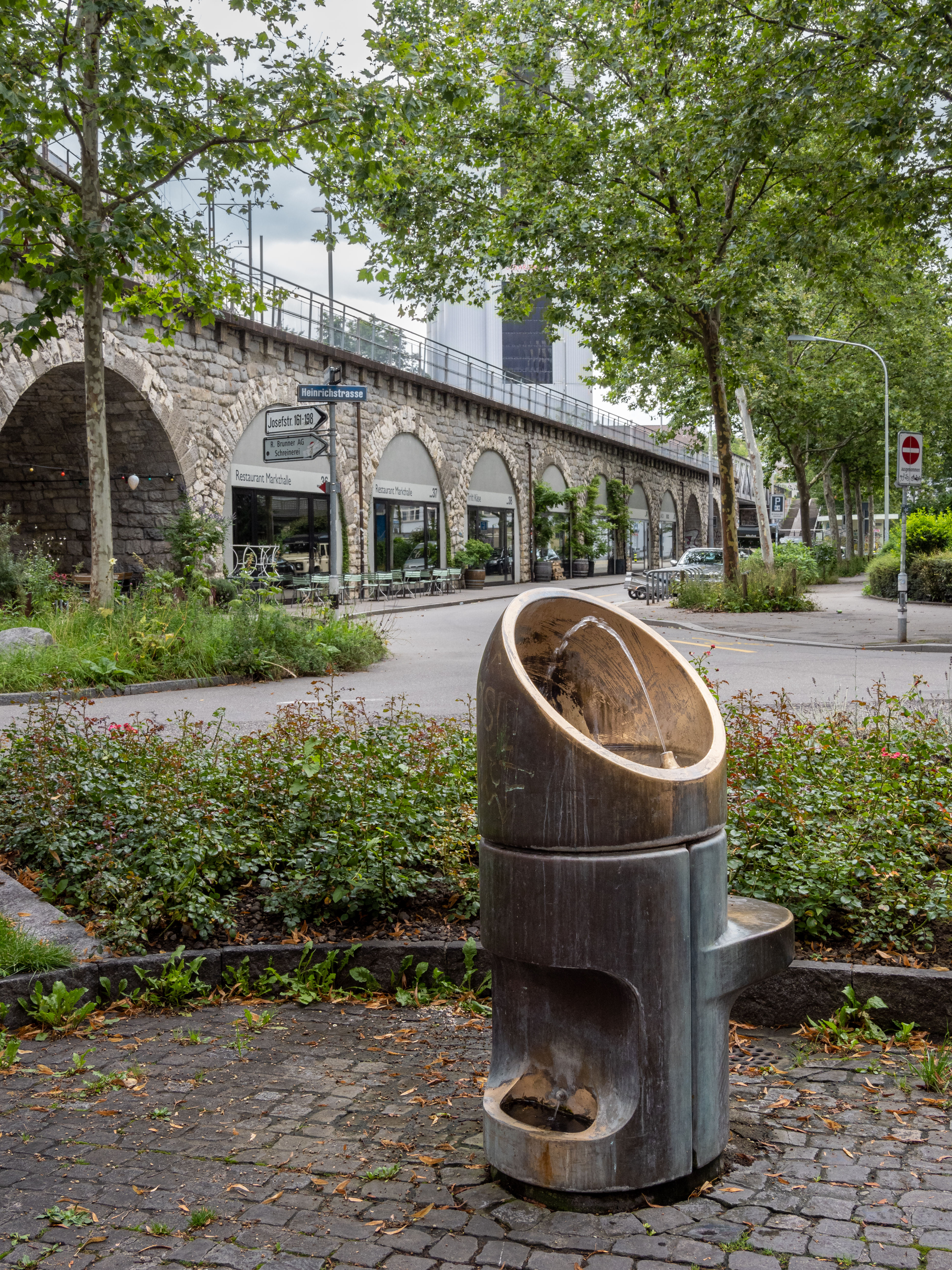
Trinkbrunnen am Viadukt (Heinrichstrasse)

## Auszeichnungen
Im Viadukt erhielt bei der Auszeichnung des Schweizerischen Ingenieur- und Architektenvereins (SIA) für die zukunftsfähige Gestaltung des Lebensraums «Umsicht 2011» eine Anerkennung. In der Laudatio heisst es, das Projekt beeindrucke «durch seine gestalterische Qualität» und gebe «Impulse für den laufenden gesellschaftlichen Umbruch im Quartier. Die umgesetzte multifunktionale Adaption des Viadukts als ein Stadtteile verbindendes Element ist ein zukunftsorientierter, wertvoller Beitrag zur Stadtentwicklung». Im Viadukt erhielt eine Auszeichnung für gute Bauten der Stadt Zürich (2006–2010) und ausserdem den erstmals verliehenen Publikumspreis. Die Stadt Zürich zeichnet damit «Bauherrschaften sowie Architektinnen und Architekten [aus], deren Bauwerke sich durch ihre hohe architektonische Qualität, städtebaulich präzise Eingriffe und eine nachhaltige Bauweise hervorheben.». Zudem erhielt der Fuss- und Radweg des Lettenviadukt 2011 den goldenen Hase in der Kategorie «Landschaft».